# Cove Neck
Cove Neck és una població dels Estats Units a l'estat de Nova York. Segons el cens del 2000 tenia 300 habitants.

## Demografia
Segons el cens del 2000, Cove Neck tenia 300 habitants, 110 habitatges, i 83 famílies. La densitat de població era de 89,8 habitants/km².
Dels 110 habitatges en un 30% hi vivien nens de menys de 18 anys, en un 66,4% hi vivien parelles casades, en un 7,3% dones solteres, i en un 24,5% no eren unitats familiars. En el 19,1% dels habitatges hi vivien persones soles l'11,8% de les quals corresponia a persones de 65 anys o més que vivien soles. El nombre mitjà de persones vivint en cada habitatge era de 2,73 i el nombre mitjà de persones que vivien en cada família era de 3,16.
Per edats la població es repartia de la següent manera: un 26,3% tenia menys de 18 anys, un 4,7% entre 18 i 24, un 20,3% entre 25 i 44, un 29,3% de 45 a 60 i un 19,3% 65 anys o més.
L'edat mediana era de 44 anys. Per cada 100 dones de 18 o més anys hi havia 87,3 homes.
La renda mediana per habitatge era de 159.792 $ i la renda mediana per família de 177.805 $. Els homes tenien una renda mediana de 100.000 $ mentre que les dones 47.188 $. La renda per capita de la població era de 110.139 $. Cap de les famílies estaven per davall del llindar de pobresa.